# Tobias Carlsson
Tobias Carlsson (Kalmar, 25 februari 1975) is een voormalig Zweeds voetballer, die het grootste deel van zijn carrière uitkwam voor Kalmar FF. Carlsson speelde hoofdzakelijk als verdediger.  

## Carrière
Carlsson begint zijn carrière bij Färjestadens GoIF op het Zweedse eiland Öland. In 1993 wordt hij opgemerkt door Kalmar FF. De club speelt op dat moment op het tweede niveau in Zweden. In 1998 promoveert Carlsson met Kalmar FF naar de Allsvenskan, maar het verblijf op het hoogste niveau duurt slechts één jaar. Carlsson besluit na de degradatie bij Kalmar FF te vertrekken. 
De verdediger verkast naar Noorwegen, waar hij een contract tekent bij Molde FK. In Noorwegen beleeft Carlsson mooie tijden, met een tweede plaats in de Tippeligaen als beste resultaat. 
Als Kalmar FF in 2004 terugkeert in de Allsvenskan, besluit ook Carlsson terug te keren bij de club. In 2008 wordt de verdediger landskampioen met de club. Carlsson komt door een blessure echter geen wedstrijd in actie voor Kalmar FF. Na een operatie keert Carlsson terug in het eerste elftal van Kalmar FF. Met zijn spel verdient hij een nieuw contract tot 2010. Dat contract wordt vervolgens twee keer met een jaar verlengd. 
Op 24 juli 2012 meldde Kalmar FF op haar website dat Carlsson een punt achter zijn carrière zette, nadat hij de club bijna twintig jaar had gediend.

## Erelijst

### Kalmar FF
- Zweeds kampioen: 2008
- Zweedse beker: 2007
- Zweedse Super Cup: 2009